# ダブロッカーズ
ダブロッカーズ（DUB ROCKERS）は、北九州を拠点に全国で活動する日本のレゲエダブバンド。2000年より、北九州を中心に、地に足のついた活動を続け、今や全国に点在するルーツ・ロック・シーンに影響を及ぼす存在となったIRIE LABELのリーダー的バンド（レゲエ専門情報誌「RIDDIM」参照。）ROOTS REGGAE,DUBを中心とした音楽性を持つ。ヘビーなDUB SOUNDをベースに女性ボーカルを中心とした4人構成で、全員がドレッドヘアー。歌手ジョー山中のバッキングを勤めた経歴を持つ。2007年（平成19年）には、内田裕也主催「New Year World Rock Fes」にも出演（フジテレビ放映参照。）現在までに、4枚のアルバムを全国リリースしている。

## メンバー
- Drms, Dub - Joe Wickie's Iura
- Vocal, Keybord, Dub - Sister Alia

## ディスコグラフィー

### アルバム
- DRASTIC - 2005年6月18日 (Label:IRIE LABEL　Cat No.DR-056001　Format:CD)
- VITAL - 2006年5月5日 miniアルバム (Label:IRIE LABEL　Cat No.DR-056002　Format:CD)
- Real Vibes[Live] - 2007年12月5日 ライブアルバム (Label:IRIE LABEL　Cat No.DR-056003　Format:CD)
- Joe Vibes - 2009年7月15日 (Label:IRIE LABEL　Cat No.DR-056005　Format:CD)

### 参加作品
Joe Wickies Iura Drms参加
- CD JUZU a.k.a. MOOCHY RE:MOMENTOS MEMORIES - 2008年10月1日
- LP「FUTURE DUB SESSION」 - 2008年2月28日
- EP JUZU a.k.a. MOOCHY R.O.K. / CHAU VAN Re:momentos "Movement" EP1" - 2010年1月24日
- JUZU a.k.a. MOOCHY presents Re:momentos "Movements" - 2010年08月15日 (Label:Crosspoint Catalog:KOKO-0013 Format:CD×2)
- JUZU a.k.a. MOOCHY presents「時の河」- 2010年12月16日 (Label:Crosspoint Format:7" )